# COMET
COMET eller "Copenhagen Metro Construction Group" var et joint venture-firma, som blev etableret i 1996 i forbindelse med konstruktionen af Københavns Metro. Selskabet blev lukket i 2009.
COMET bestod af flg. virksomheder:
- Tarmac Construction Ltd.
- Christiani og Nielsen Ltd.
- SAE International A/S
- Ilbau

COMET vandt bygge- og anlægsudbudet for metroens etape 1 og tunneleringsdelen af etape 2. COMET's arbejde omfattede:
- 8 km tunnel
- 5 km dæmning og højbane
- 7 underjordiske stationer
- 5 overjordiske stationer
- 10 tunnelskakte